# Epicauta cardui
Epicauta cardui är en skalbaggsart som först beskrevs av Dugès 1869.  Epicauta cardui ingår i släktet Epicauta och familjen oljebaggar. Inga underarter finns listade i Catalogue of Life.